# 上山市立本庄小学校
上山市立本庄小学校（かみのやましりつ ほんじょうしょうがっこう）は、山形県上山市にあった公立小学校。

## 概要
上山市皆沢に立地。（現在の上山市立本庄公民館付近）
校旗。地のオレンジ（勝色）は、郷土特産「紅柿」の色で、児童の奮励努力他に優れることを意味する。図案は、学校所在地である旧鶴巻城址の鶴に、紅柿の葉を弁化、本村の頭文字「本」としたもの。また、鶴の目、翼、尾の銀色は、平和郷建設をめざす校訓「一村を一家と思え」を意味する。

## 沿革
- 1874年（明治7年） - 関根・相生・三上地区は藤吾学校を経て組合立西庄小学校で修学し、楢下・皆沢地区は楢下学校を経て組合立須田板小学校で修学する。[1]
- 1909年（明治42年） - 本庄尋常高等小学校開設・校舎完成・本庄小学校の創立起点
- 1916年（大正5年） - 校歌「空にそびゆる蔵王山」を制定
- 1927年（昭和2年） - 校旗・校章を制定
- 1945年（昭和20年） - 初等科児童数646名、高等科児童数181名と最多を記録
- 1947年（昭和22年） - 学制改革により本庄村立本庄小学校と改称
- 1949年（昭和24年） - 六・三制における児童数が最多を記録（622名）
- 1954年（昭和29年） - 町村合併に伴い、上山市立本庄小学校と改称
- 1955年（昭和30年）3月1日 - 校歌制定
- 1956年（昭和31年） - 赤山分校新校舎落成
- 1989年（平成元年） - 赤山分校休校
- 2005年（平成17年） - 体育館改築完成
- 2006年（平成18年） - 赤山分校廃校
- 2009年（平成21年） - 創立百周年記念式典
- 2013年（平成25年）
  - 3月24日 - 閉校記念式典を開催
  - 3月31日 - 上山市立宮川小学校の新設により、閉校

## 学区
- 関根、相生、三上、皆沢、楢下、赤山、柏木

## 校歌
- 作詞：真壁仁
- 作曲：福井文彦

## 進学先の中学校
- 上山市立宮川中学校（上山市牧野）